# Freno
Il freno è un dispositivo utilizzato per rallentare o bloccare il movimento di un corpo. Si distinguono vari tipi di freni, sia per il modo con cui vengono azionati (freno a mano o a pedale), sia in base al principio di funzionamento (freni meccanici, idraulici, aerodinamici, elettrici e pneumatici).

## Classificazione

### Freni meccanici
- FAD: Freno anteriore a disco
- FPD: Freno posteriore a disco
- FPT: Freno posteriore a tamburo
- CF: Comando freno
- SF: Servofreno
- PF: Pompa freno
- SLF: Serbatoio liquido freno
- RF: Ripartitore di frenata
- FS: Freno di stazionamento

Impianto frenante tipico per automobili:

Sfruttano l'attrito radente tra due superfici (ad esempio nelle biciclette i "pattini" in gomma della ganascia frenante e i bordi laterali del cerchione).
Pertanto agendo generano un'usura di una o entrambe le parti a contatto.

#### Tamburo
Il freno a tamburo è semplice ed economico, costituito da un componente fisso (tamburo) e componenti mobili (ceppi) che vanno a contatto con il tamburo per generare l'attrito frenante.
I freni a tamburo si classificano in base al numero di ceppi, e in base alla loro posizione rispetto al tamburo stesso.

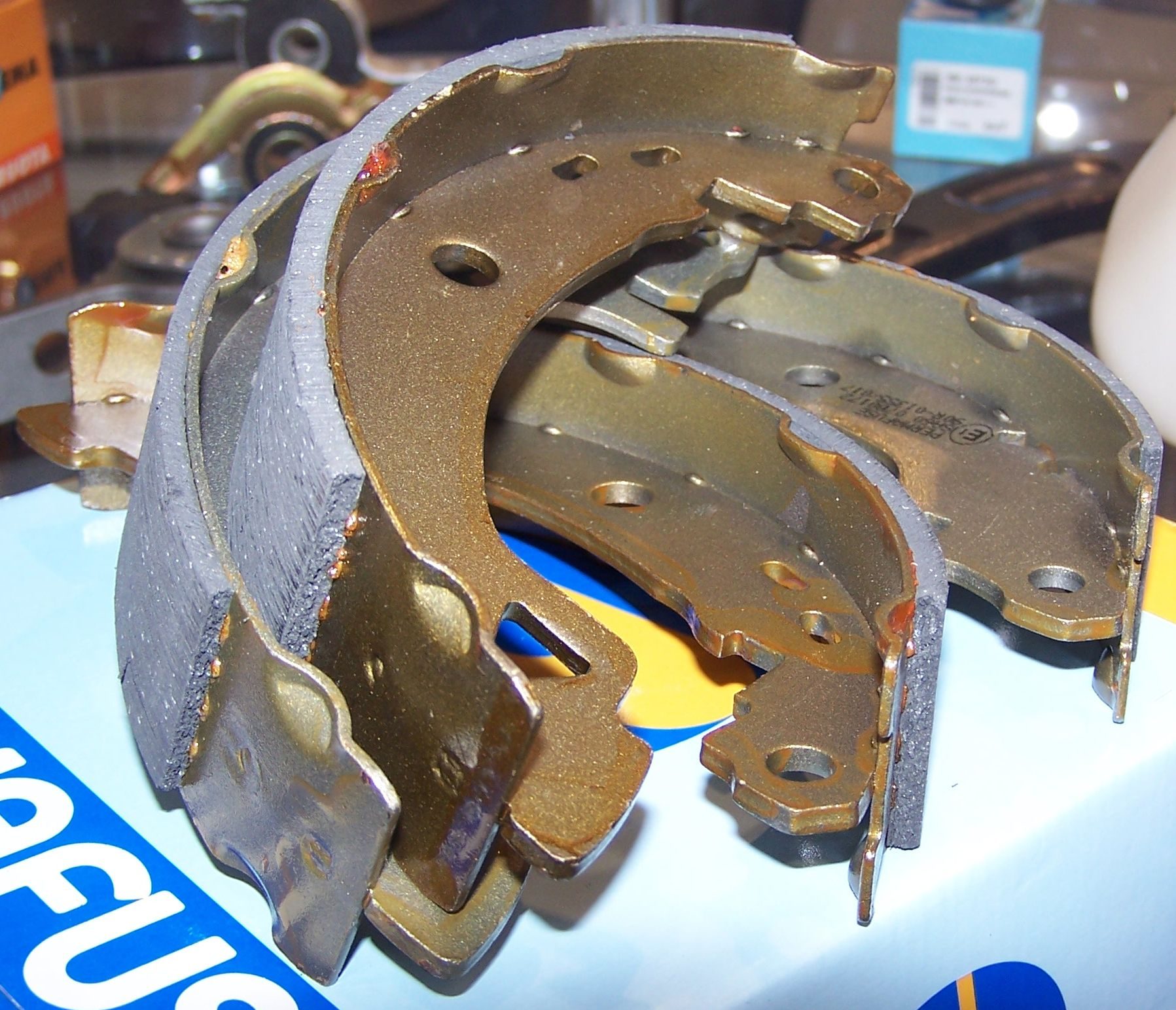
Ceppi e guarnizioni di un freno a tamburo.

Il numero di ceppi per tamburo varia da un minimo di uno ad un massimo di tre, e a seconda del numero varia la forza impressa al tamburo.
- Ceppo semplice. è il tipo più semplice di freni. Consiste in un piccolo ceppo (talvolta rudimentale) adattato alla superficie laterale del tamburo. Una leva collegata al ceppo lo preme contro il tamburo con molta forza. Analogo come principio di funzionamento è il freno dei carri e carrozze d'epoca che agisce sul cerchione in ferro delle ruote (oggi spesso le carrozze sono trasformate, per la libera circolazione stradale con l'aggiunta di freni a disco e ruote gommate)
- Ceppo doppio. su due lati del tamburo vengono montati due ceppi. La leva agisce simultaneamente su entrambi, talvolta azionando dei pistoncini idraulici. Questo, per la maggiore capacità frenante è il tipo di ceppo che viene utilizzato in ambito veicolare

I ceppi, oltre che per numero, si dividono anche per posizione rispetto al tamburo, che li differenzia per costi, prestazioni e resistenza agli agenti esterni:
- Ceppo esterno: è sempre a doppio ceppo, è montato sulla parte esterna periferica del tamburo. I ceppi esterni sono più lunghi di quelli usati nei freni a ceppi interni e una volta serrati ricoprono completamente la superficie laterale esterna del tamburo. Una maggiore superficie frenante aumenta l'efficienza.
- Ceppo interno: i ceppi sono montati all'interno del tamburo e quando azionati premono contro la superficie periferica interna. Questo freno ha il vantaggio di essere protetto dall'acqua e dal fango, e di poter agire efficacemente in entrambi i sensi di rotazione, e perciò è quello che può essere adottato su veicoli.

Nel caso di più ceppi essi possono inoltre essere comandati da uno o da due pistoncini idraulici.
Il freno a tamburo a ceppi interni, inventato nel 1899 (poco prima dei freni a disco) per la sua semplicità è stato impiegato sin quasi dagli esordi della motorizzazione su auto, moto e automotrici ferroviarie, ma dagli anni '60 del XX secolo ha dovuto cedere molto terreno al freno a disco, prima sulle moto e poi sulle automobili.
I motivi sono vari:
- Un freno a tamburo perfettamente regolato nella posizione dei ceppi, un ottimo funzionamento dei pistoncini e una perfetta planarità della superficie d'attrito interna, e guarnizioni di qualità teoricamente può persino frenare meglio di un freno a disco, ma ha lo svantaggio di inchiodare più bruscamente e produrre una pattinata che è in antitesi coi concetti su cui si basano i moderni sistemi ABS.
- Inoltre in frenata si raffredda meno di quello a disco, essendo un sistema chiuso, e ciò rischia di danneggiare l'impasto dei ferodi/guarnizioni e comprometterne l'efficienza.
- Per compensare il surriscaldamento richiede sulle ruote anteriori un tamburo di grandi dimensioni e al tempo stesso una buona ventilazione, che renderebbe preferibile le ruote a raggi, robuste ma problematiche nella bilanciatura, meno aerodinamiche, fonti di turbolenza e sollevamento di polvere. Da ciò, sulle auto sportive che li adottavano all'avantreno, l'alternativa di borchie con alcuni fori periferici e grossi convogliatori/estrattori d'aria ricavati nella carrozzeria/parafango.

Auto e moto che oggi adoperano ancora i freni a tamburo, solo sull'asse posteriore, sono generalmente di fascia bassa e comunque di massa ridotta, ad esempio gli scooter di bassa cilindrata, o le utilitarie in versione non sportiva. Oppure sono auto elettriche che grazie alla frenata che si converte in energia elettrica utilizzano l’impianto frenante meno delle auto termiche, e quando frenano sul serio richiedono l'’intervento quasi esclusivo dei freni anteriori, a disco. Perciò se i freni posteriori di auto elettriche fossero a disco con il tempo e il poco utilizzo potrebbero arrugginirsi e divenire meno efficaci e più rumorosi qualora dovessero entrare in azione, mentre quelli a tamburo, avendo all'interno l'elemento frenante sono meno esposti alla ruggine. Per queste auto il freno a tamburo si accinge ad un'evoluzione verso l'elettromeccanico assistito elettronicamente.
Inoltre il freno a tamburo è talvolta in uso su veicoli pesanti o d'alta gamma come freno di stazionamento/emergenza, montato sull'asse posteriore dietro i freni a disco.

#### Nastro
È un nastro metallico e flessibile, con un rivestimento interno per l'azione frenante tramite attrito. Il nastro viene fissato ad un lato su un punto fisso del telaio, poi viene avvolto sul tamburo rotante ed infine l'altra estremità del nastro viene collegata ad una leva. I due estremi del nastro vengono quasi a toccarsi in modo da coprire più porzione possibile del tamburo e dare quindi il massimo effetto frenante. Questo tipo di freno è spesso usato negli impianti di montacarichi e trasporto pesante come gli autobus. Venne utilizzato anche sulle locomotive ferroviarie a cremagliera.

#### Freno a disco

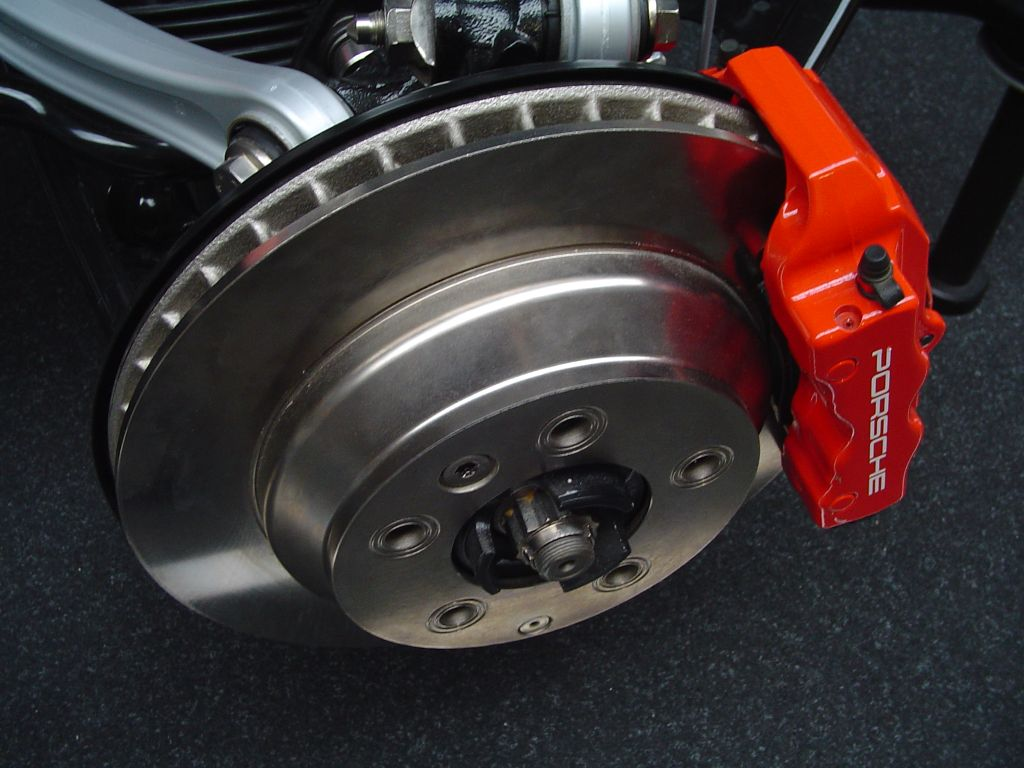
Freno a disco

Costituito essenzialmente da un disco d'acciaio, singolo o doppio, da una ganascia contenente pistoncini idraulici, in numero variabile a seconda dei modelli, che agiscono su elementi di frizione (detti pastiglie).
I dischi sono montati sugli assi, talvolta direttamente sul mozzo d'ogni ruota, talvolta più all'interno (vedasi alcuni modelli Citroen ed Alfa Romeo).
La frenata avviene per la pressione delle pastiglie su entrambe le superfici dei dischi.
L'attrito produce calore, che può essere molto elevato quando vengono usati a lungo, ma che i dischi dissipano rapidamente grazie alla loro ampia superficie e l'essere sempre esposti all'aria generata dal moto del veicolo. Per migliorare il raffreddamento i dischi anteriori dei veicoli potenti e/o pesanti sono spesso del tipo ventilato, cioè costituiti da due dischi di ridotto spessore, collegati e distanziati da apposite alette, talvolta radiali, talora conformate in modo da migliorare ulteriormente l'apporto di aria tra le due superfici.
Il freno a disco è la soluzione su cui da decenni si orientano tutti i produttori di mezzi di trasporto, siano essi auto, moto o autocarri, in particolare sull'asse anteriore.

### Freni non meccanici
Questi freni non producono usura delle loro componenti, non sfruttando l'attrito radente, ma altre forme d'attrito; generalmente hanno un andamento esponenziale con il crescere della velocità.

#### Freno Prony o dinamometrico
Per misurare la potenza di un albero motore si fa uso di uno speciale freno simile a quello a nastro. Le due estremità del nastro sono collegate con un indice. L'albero del motore preme il nastro e fa deviare l'indice. La lettura della scala, la circonferenza e la velocità dell'albero sono i fattori necessari per determinare la potenza del freno.

#### Freno rigenerativo
Questo tipo di freno (detto anche freno elettrodinamico) è generalmente applicato sull'albero motore di grandi camion, autobus, filobus e treni e si basa su un generatore elettrico.
L'albero motore del generatore è montato direttamente sull'albero di trasmissione del veicolo, formando un unico albero; al momento della generazione di corrente da parte del generatore, questo imprime una coppia resistente sull'albero di trasmissione producendo, di fatto, un'azione frenante.
Un inconveniente del freno rigenerativo sta nella necessità di esperienza e accortezza nel suo utilizzo, in quanto, nel caso d'un azionamento troppo rapido e di elevato sforzo, si rischia la rottura dell'albero motore. Esiste però un indubbio vantaggio, quello di non arrivare mai al completo bloccaggio delle ruote, dato che diminuendo la velocità diminuisce automaticamente anche la forza frenante (si noti che lo slittamento tra ruota e suolo può comunque avvenire per differenza di velocità, portando comunque allo spiattellamento della ruota).

#### Freno motore
Nei motori diesel degli autocarri e degli autobus può essere presente (soprattutto su motori di grande cilindrata) anche il freno motore, costituito da una valvola a farfalla che, se azionata, chiude parzialmente il condotto di scarico, mentre viene interrotta l'iniezione di gasolio; in questo modo anche la fase di scarico del motore (oltre a quella di compressione) diventa una fase frenante, aumentando così l'azione frenante complessiva. Questo freno viene utilizzato principalmente nelle lunghe discese, in quanto permette di frenare maggiormente il veicolo senza sollecitare troppo l'impianto di frenatura.
Tale sistema viene utilizzato, in alcuni paesi, anche nelle locomotive diesel in caso di linee con pendenze rilevanti, al fine di evitare il surriscaldamento dell'impianto frenante.
Nel linguaggio comune indica talvolta, seppur impropriamente, l'azione di rallentamento del veicolo ottenuta scalando i rapporti del cambio (passando da una marcia alta a una più bassa) in modo da innalzare il regime di rotazione del motore, effetto comunque presente anche nei motori sprovvisti del dispositivo propriamente detto.

#### Freno aerodinamico
Agisce sul flusso d'aria esterno al veicolo, opponendovi resistenza e comportando quindi un rallentamento. Gli aeroplani utilizzano gli aerofreni a questo scopo. Anche alcuni modelli di automobili, soprattutto sportive, utilizzano questa soluzione sommandola all'effetto frenante dei freni meccanici, per raggiungere decelerazioni ragguardevoli: ad esempio la Bugatti Veyron con questo accorgimento arriva ai 2 g di decelerazione; anche altri modelli meno esclusivi tuttavia lo adottano. Le macchine di Formula 1 non lo usano in quanto il regolamento impedisce di adottare parti aerodinamiche mobili, se si esclude il sistema di riduzione della resistenza aerodinamica (DRS, Drag Reduction System), che viene utilizzato per lo scopo opposto. Viene di fatto ottenuto un freno aerodinamico anche dai piloti di moto da gran premio che sono soliti esporre il busto dalla carenatura all'inizio della staccata (punto di rilascio gas e inizio frenata): questa operazione genera un grosso carico sugli avambracci che debbono essere ben saldi al manubrio ma permette di aiutare in modo sensibile la decelerazione della moto.

#### Freno magnetico
Freno a pattino utilizzato in campo tramviario e ferroviario. Si presenta principalmente in due tipologie.
Nella prima il pattino va a contatto con la rotaia metallica a causa dell'attrazione tra i due elementi, la frenatura è di tipo ad attrito e la forza frenante sarà proporzionale alla forza d'attrazione tra i due corpi; la sua efficacia è maggiore di quella del freno tradizionale poiché l'azione di compressione tra pattino e rotaia può superare il peso del veicolo stesso e quindi consentire l'espressione di una forza di aderenza maggiore di quella naturale espressa dalle ruote.
Nella seconda tipologia il pattino dissipa energia sfruttando il fenomeno delle correnti parassite, quindi non c'è usura o pericoli di slittamento del pattino poiché l'effetto frenante non è causato dall'attrito. È di impiego comune in diversi tipi di attrazioni per parchi di divertimento.

## Modalità di frenata
La frenata può essere di diverso tipo:
- Differenziata: ogni freno o asse di frenata è comandato da un apposito comando (l'esempio tipico lo si ha con le biciclette, le moto ma anche con gli aerei)
- Integrale: tutti i freni di servizio vengono usati con un singolo comando (l'esempio tipico lo si ha con le auto, camion e simili), esistono anche altre versioni, dedicate per le motociclette, che permettono d'avere una diversa distribuzione della frenata tra anteriore e posteriore a seconda del comando adoperato.
Nei mezzi a 4 o più ruote quali auto e camioncini si utilizza un sistema idraulico a doppio pompante che può essere connesso in vari modi:[2]
  - Schema sdoppiato integrato, costituito da un pompante principale per il comando di tutti i freni e un pompante aggiuntivo per i soli freni anteriori
  - Schema incrociato (schema a X) dove la distribuzione dei liquido frenante è del tipo diagonale, quindi il pompante anteriore comanda il freno anteriore sinistro e posteriore destro e viceversa per il pompante posteriore[3]
  - Schema doppio integrato i circuiti idraulici sono completi (agiscono entrambi su tutte le ruote) e indipendenti tra loro

## Comando e azionamento dei freni
Il comando dei freni può essere:
- Leva, questo comando viene usato nelle motociclette per il comando dell'impianto anteriore, ma si può avere in alternativa un secondo comando a leva anche per l'impianto posteriore
- Pedale, questo comando è usato nelle automobili e nella maggior parte dei casi anche per l'impianto posteriore delle motociclette

I freni possono essere azionati tramite vari sistemi:
- Elettrico, il comando del freno agisce su un sensore, che invia il segnale elettrico alla centralina, la quale gestirà la frenata, o tramite pinze freno elettriche o tramite i vecchi sistemi, utilizzando un attuatore.
- Idraulico, le pastiglie vengono premute contro il disco tramite la pressione sviluppata da un liquido, che deve rispondere alle caratteristiche dell'impianto frenante, alle caratteristiche d'uso e di manutenzione

- Pneumatico, la pressione del gas può agire in positivo o negativo sulle pastiglie alloggiate dentro alla pinza, questo tipo di comando freno viene utilizzato nei mezzi ferroviari e su tutti gli autocarri pesanti. Viene utilizzato perché l'aria è facilmente reperibile, garantisce prestazioni ottimali anche a lunghe distanze, in caso di rottura, o distaccamento dalla motrice nel caso di rimorchi, il mezzo si arresta. Questo perché il freno è di tipo passivo, cioè in stato di riposo è in frenatura, attuata da una molla. Quindi per sfrenare il mezzo bisogna mandare dell'aria compressa (aria automatica), che riempie una camera al cui interno vi è una membrana la quale è collegata alla leva del freno e a cui vi si oppone la resistenza di una molla tarata ad una determinata pressione. Dei meccanismi più o meno complicati fanno così rilasciare il freno.
- Meccanico, quest'azionamento viene eseguito tramite un cavo metallico, azionato da una leva.
- Misto, generalmente si tratta di un sistema idraulico a cui viene abbinato un sistema meccanico, in modo da avere due funzioni distinte e distinguibili.

## Avvertenze
Azionando l'impianto frenante, si forza la pastiglia contro il disco o il ceppo contro il tamburo; l'attrito fa rallentare la rotazione del disco o del tamburo e la perdita dell'energia cinetica si converte in calore. Per questo motivo i freni, subito dopo essere stati usati, sono caldi e più il freno viene usato con forza, più l'attrito è grande e maggiore è il calore sviluppato.
I materiali con i quali sono normalmente realizzati i freni perdono efficacia con l'aumento della temperatura, causando una diminuzione della forza frenante chiamata frequentemente con i termini inglesi fade o fading. L'uso prolungato può portare anche alla deformazione degli elementi d'attrito, con effetti negativi sull'efficienza dell'impianto.
Anche per questi motivi, lungo le strade ad elevata pendenza viene installato un segnale di pericolo, invitando alla prudenza e ad un uso efficiente dei freni.
I problemi di surriscaldamento sono stati ridotti nel tempo con l'utilizzo di tamburi e dischi forati, i quali sono capaci di raffreddarsi più velocemente. Nel caso del freno rigenerativo il problema del riscaldamento è oggi praticamente scomparso, ma deve essere accoppiato ugualmente ai sistemi classici.

## Accorgimenti
Gli accorgimenti generali sono:

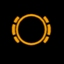
Spia dei freni consumati.

- Spia di consumo, la manutenzione delle parti di consumo deve essere eseguita secondo le prescrizioni, dato che quando i freni arrivano a fine vita perdono efficacia, oltre al fatto che diventano rumorosi, per questo alcuni veicoli sono dotati di spie per la segnalazione dell'eccessivo consumo delle pastiglie dei freni o di indicatori di consumo a più livelli.
- Sensori dello stop questi sensori servono per alimentare gli indicatori visivi di stop e possono essere:
  - Idrostop, sensore che viene azionato tramite la pressione del liquido freno, così da chiudere il contatto elettrico
  - Interruttore, normale interruttore elettrico di dimensioni contenute che viene messo in comunicazione con la leva o pedale del freno tramite un cilindretto in alluminio o sfera d'acciaio
- Ripartitore della frenata, dispositivo che serve negli impianti di tipo integrale (che agiscono su due o più assi) per poter regolare la distribuzione della forza frenante.

- freno entrobordo (in inglese InBoard), questi freni si differenziano per il fatto che l'impianto frenante non è alloggiato nella ruota e non fa più parte dei componenti nelle masse non sospese. Questo perché viene ricollocato nel telaio e collegato alla ruota tramite un albero di trasmissione, il tutto appunto per ridurre il peso delle masse non sospese e migliorare così la risposta/reattività delle sospensioni, inoltre permette una maggiore protezione dei freni, che in questi casi sono meno esposti ad urti e detriti, ma richiede una complessità strutturale maggiore, come appunto un albero di trasmissione per trasmettere la forza frenante o il raffreddamento che in questo caso tende ad essere più problematico e richiedere degli specifici condotti di ventilazione.
I veicoli più noti ad usare questo sono la Jaguar E-Type, Citroën 2CV, Hummer H1, e modelli Alfa Romeo su pianale Alfetta e Alfasud.
Questa denominazione venne usata impropriamente anche nelle motociclette, come nel caso della Honda VF400F usando il nome "inboard ventilated disc", dove l'impianto frenante a disco venne semplicemente integrato dentro al cerchio.
- Servofreno, elemento che riduce la forza richiesta per frenare, di normale uso nei mezzi di trasporto pesanti e di tipo automobilistico.